# Andrejus Zadneprovskis

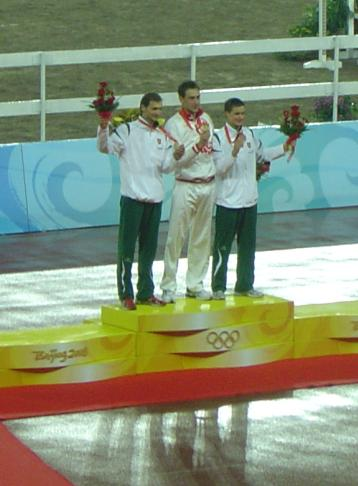
Krungolcas, Moissejew, Zadneprovskis (2008, v. l. n. r.)

Andrejus Zadneprovskis (* 31. August 1974 in Kaliningrad, Russische SFSR, Sowjetunion) ist ein ehemaliger litauischer Pentathlet und Ex-Weltmeister.

## Erfolge
Andrejus Zadneprovskis gewann bei den Olympischen Spielen in Peking mit 5524 Punkten die Bronzemedaille. Er war lediglich 24 Punkte von seinem Landsmann Edvinas Krungolcas (5548 Punkte) entfernt.
Seine zweite Frau ist die Pentathletin Laura Asadauskaitė-Zadneprovskienė (* 1984), die 2012 Olympiasiegerin in London. Ihre gemeinsame Tochter wurde 2010 geboren.